# Laimbrücke

In der Ansicht Münchens in der Schedelschen Weltchronik ist die Laimbrücke zwischen dem Torhäusl an der Isarbrücke und dem Isartor zu erkennen.

Die Laimbrücke war eine Brücke in München.

## Lage
Die Brücke lag zwischen dem Isartor und dem Roten Turm an der Stelle, an der die Salzstraße den Laimbach überquerte. Dieser Bach, der später Stadthammerschmiedbach genannt wurde, vereinte hier die äußeren Münchner Stadtbäche in einem Bett, bevor er sich kurz darauf wieder in verschiedene Bachläufe aufteilte.
Diese Stelle entspricht heute ungefähr der Kreuzung des Straßenzugs Isartorplatz – Zweibrückenstraße mit der Rumford- und Thierschstraße.

## Geschichte
Erstmals urkundlich erwähnt wurde die Brücke 1322, als dem Zolleinnehmer an der Isarbrücke die Verpflichtung auferlegt wurde, alle Brücken vom Gasteig bis hin zum Talburgtor instand zu halten. Dadurch sollte sichergestellt werden, dass die für die Wirtschaft Münchens besonders wichtige Salzstraße immer im verkehrstüchtigen Zustand gehalten wurde.
Der Name Laimbrücke für diese Brücke tauchte erst 1371 auf, kurz nach der ersten urkundlichen Erwähnung des Laimtors 1369, das auf der Stadtseite der Brücke als Vorwerk des Isartors lag.
162 wurde die Brücke gewölbt, d. h. als Bogenbrücke aus Stein errichtet.
Bei der Überwölbung des gesamten Bachlaufs in der zweiten Hälfte des 19. Jahrhunderts wurde die Brücke abgerissen.